# Sylvie Nantcha
Sylvie Nantcha, née le 23 août 1974 à Maroua au Cameroun, est la première femme politique d'origine africaine en Allemagne. Elle est également consultante en gestion.
Elle est engagée dans l'éducation et la migration et l'intégration.

## Biographie
Sylvie Nantcha est issue d'une grande famille. Ses parents viennent du Cameroun et ont émigré aux Etats-Unis. Son père décède en 2013 mais sa mère et ses quatre frères et sœurs américains continuent d'y vivre. Deux de ces sœurs sont encore citoyennes camerounaise et l'un de ses frères est français.

« Tout comme ma famille est hétérogène et enracinée à l'échelle internationale, la société actuelle est hétérogène et multiculturelle. »

### Du Cameroun à l'Allemagne
Après avoir lu Goethe et Kant dans son pays d'origine, Sylvie Nantcha souhaite étudier l'allemand. En 1992, à l'âge de 17 ans et fraîchement diplômée de l'école secondaire, elle quitte la capitale du Cameroun, Yaoundé pour se rendre à Fribourg-en-Brisgau en Allemagne, où elle entreprend des études en études romanes et linguistiques à l'université de Fribourg-en-Brisgau où elle décroche sa maîtrise en 1999. De 2001 à 2008, elle réalise un doctorat germanistique interculturel. Ses travaux de recherche portent sur des sujets interdisciplinaires tels que le transfert culturel et la perception de l'Afrique par l'Allemagne, de l'époque coloniale à nos jours.
Ses centres d'intérêt académiques englobent le multilinguisme, l'apprentissage des langues, la littérature interculturelle, la diversité, la communication entre cultures, les interactions culturelles, les aspects sociaux de la formation de l'identité, ainsi que la perception des individus étrangers.
En 2003, elle devient citoyenne allemande.

### Science et université
Depuis 1997, Sylvie Nantcha est employée à l'université de Fribourg Albert Ludwigs où elle prend en charge l'encadrement d'étudiants internationaux et de doctorants. Elle contribue à la création de l'académie doctorale et est également active au sein de Thesis, une plateforme d'échange interdisciplinaire pour doctorants, où elle poursuit son travail pédagogique.

### Carrière politique
Sur le plan politique, Sylvie Nantcha s'engage activement dans divers domaines, notamment en travaillant avec les églises, les parents et la politique universitaire, ce qui la conduit à entrer en contact avec l'Union chrétienne-démocrate (CDU).

De 2009 à 2019, Sylvie est la première conseillère municipale afro-allemande de la CDU en Allemagne,. De 2009 à 2013, elle est également membre de l'exécutif régional du CDU de Bade-Wurtemberg. Elle fait également partie du conseil de surveillance du FWTM.

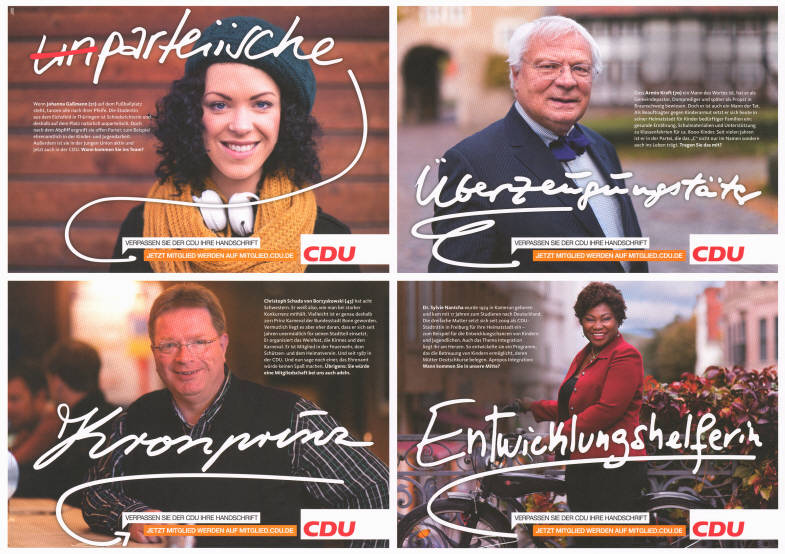
Campagne CDU

En tant que membre de la commission de l'environnement et de la migration ainsi que de la commission de l'école et de l'éducation, elle mène une campagne pour l'éducation, l'environnement et le développement des affaires.
Elle s'investit principalement pour des chances d'éducation équitables, soulignant que « l'accès à l'éducation ne devrait pas dépendre de l'origine sociale et culturelle ». Elle considère l'éducation comme un élément clé de l'intégration. Pendant son mandat, elle collabore avec d'autres acteurs pour développer un modèle de migration et d'intégration, et contribue aussi à la création du prix d'intégration de la ville de Fribourg.
Lors des élections municipales de mai 2014, Sylvie Nantcha prête serment en tant que conseillère municipale pour la deuxième fois. Cependant, elle ne réussit pas à obtenir un siège, car elle est précédée par Hermann Aichele, le neuvième conseiller municipal de la CDU élu au sein de l'Union, avec 48 voix d'écart.

### IDAV - Association interculturelle germano-africaine
Le 28 octobre 2001, Sylvie Nantcha, crée l'Association interculturelle germano-africaine (IDAV e.V.). à Fribourg. L'objectif de l'association est de faciliter les rencontres et les contacts entre Allemands et Africains et de promouvoir l'échange interculturel. Elle quitte le conseil d'administration en 2003.

### TANG - Réseau des africains de l'Allemagne
Depuis 2013, elle est l'initiatrice et la présidente du Réseau des africains de l'Allemagne (TANG). L'association a pour but, l'échange et la collaboration avec plus de 500 associations afro-allemandes et l'intégration des personnes d'ascendance africaine en Allemagne.
Depuis la création de TANG, elle a réalisé plus de 15 projets en collaboration avec les ministères fédéraux, axés sur la migration et l'intégration. Parmi ces initiatives, il y a la campagne Verlorene Träume lancée en 2016, qui a pour objectif d'accroître la sensibilisation aux risques et aux dangers de la migration irrégulière dans sept pays d'Afrique de l'Ouest.

« Il est grand temps que nous traitions de la question de savoir pourquoi tant de gens se sentent obligés ces dernières années de quitter leur pays d'origine. Et seulement lorsque nous aurons compris les diverses raisons de l'évasion et de la migration irrégulière que nous pourrons combattre les causes du vol.. »

## Prix et distinctions
- Elle obtient en 2011 le Prix Helene Weber en tant que femme politique locale exemplaire[5],[16].

## Publication
- (de) Sylvie Nantcha, Interdisziplinarität--Kulturtransfer--Literatur: Afrika-Fremdwahrnehmung in ausgewählten deutschsprachigen Reisewerken von der Kolonialzeit bis zur Gegenwart, Université du Michigan, Königshausen & Neumann, 20 janvier 2009, 292 p. (ISBN 9783826040719).